# Pacifická divize (NHL)
Pacifická divize je jedna ze čtyř divizí kanadsko-americké ligy ledního hokeje NHL. NHL se dělí na 2 konference a každá z konferencí se dále dělí na 2 divize. Pacifická divize spadá pod Západní konferenci. Týmy, které jsou spolu v divizi, tak spolu během sezóny NHL sehrají nejvíce zápasů a naopak nejméně zápasů sehrají s týmy z druhé konference.

## Historie
Tato divize byla založena před rozšířením ligy, před sezónou 1993/1994. V této divizi začínalo 6 týmů: Mighty Ducks of Anaheim, Calgary Flames, Edmonton Oilers, Los Angeles Kings, San Jose Sharks a Vancouver Canucks. Před sezonou 1995/1996 byl přeřazen do Pacifické divize tým Colorado Avalanche, který se přestěhoval z kanadského Québecu, kde hrál pod jménem Québec Nordiques. Před sezonou 1998/1999 došlo k rozšíření ligy a změnila se i celá struktura ligy. Ze 4 divizí se liga přeskupila na 6 divizí ve dvou konferencích. Z původních týmů v Pacifické divizi zůstali pouze Mighty Ducks of Anaheim, Los Angeles Kings, San Jose Sharks a k nim se přidali týmy z původně Centrální divize: Dallas Stars a Phoenix Coyotes. Před sezonou 2006/2007 vedení týmu Mighty Ducks of Anaheim rozhodlo o vypuštění přízviska "mighty" (česky "mocní") a klub byl přejmenován na Anaheim Ducks (Anaheimské kačery). Před sezónou 2013/14 se liga vrátila k modelu čtyř divizí rozdělených po dvou do dvou konferencí. Pacifická divize byla jednou z těch, které tuto změnu přečkaly, ačkoli se změnami. Z divize vypadl tým Dallas Stars a naopak přibyly týmy Calgary Flames, Edmonton Oilers a Vancouver Canucks. V roce 2017 vznikl nový klub Vegas Golden Knights.

## Mistři divize
| Ročník    | Vítězný tým                   |
| --------- | ----------------------------- |
| 1993/1994 | Calgary Flames (97 bodů)      |
| 1994/1995 | Calgary Flames (55 bodů)      |
| 1995/1996 | Colorado Avalanche (104 bodů) |
| 1996/1997 | Colorado Avalanche (107 bodů) |
| 1997/1998 | Colorado Avalanche (95 bodů)  |
| 1998/1999 | Dallas Stars (114 bodů)       |
| 1999/2000 | Dallas Stars (102 bodů)       |
| 2000/2001 | Dallas Stars (106 bodů)       |
| 2001/2002 | San Jose Sharks (99 bodů)     |
| 2002/2003 | Dallas Stars (111 bodů)       |
| 2003/2004 | San Jose Sharks (104 bodů)    |
| 2004/2005 | Výluka NHL                    |
| 2005/2006 | Dallas Stars (112 bodů)       |
| 2006/2007 | Anaheim Ducks (110 bodů)      |
| 2007/2008 | San Jose Sharks (108 bodů)    |
| 2008/2009 | San Jose Sharks (117 bodů)    |
| 2009/2010 | San Jose Sharks (113 bodů)    |
| 2010/2011 | San Jose Sharks (105 bodů)    |
| 2011/2012 | Arizona Coyotes (97 bodů)     |
| 2012/2013 | Anaheim Ducks (66 bodů)       |
| 2013/2014 | Anaheim Ducks (116 bodů)      |
| 2014/2015 | Anaheim Ducks (109 bodů)      |

| Ročník    | Vítězný tým                     |
| --------- | ------------------------------- |
| 2015/2016 | Anaheim Ducks (103 bodů)        |
| 2016/2017 | Anaheim Ducks (105 bodů)        |
| 2017/2018 | Vegas Golden Knights (109 bodů) |
| 2018/2019 | Calgary Flames (107 bodů)       |
| 2019/2020 | Vegas Golden Knights (86 bodů)  |
| 2020/2021 | Colorado Avalanche (82 bodů)    |
| 2021/2022 | Calgary Flames (111 bodů)       |
| 2022/2023 | Vegas Golden Knights (111 bodů) |
| 2023/2024 | Vancouver Canucks (109 bodů)    |
| 2024/2025 | Vegas Golden Knights (110 bodů) |

## Počet titulů v Pacifické divizi
| Tým                  | Počet titulů | Roky                                                             |
| -------------------- | ------------ | ---------------------------------------------------------------- |
| San Jose Sharks      | 6            | 2001/2002, 2003/2004, 2007/2008, 2008/2009, 2009/2010, 2010/2011 |
| Anaheim Ducks        | 6            | 2006/2007, 2012/2013, 2013/2014, 2014/2015, 2015/2016, 2016/2017 |
| Dallas Stars         | 5            | 1998/1999, 1999/2000, 2000/2001, 2002/2003, 2005/2006            |
| Colorado Avalanche   | 4            | 1995/1996, 1996/1997, 1997/1998, 2020/2021                       |
| Calgary Flames       | 4            | 1993/1994, 1994/1995, 2018/2019, 2021/2022                       |
| Vegas Golden Knights | 4            | 2017/2018, 2019/2020, 2022/2023, 2024/2025                       |
| Arizona Coyotes      | 1            | 2011/2012                                                        |
| Vancouver Canucks    | 1            | 2023/2024                                                        |
| Edmonton Oilers      | 0            | Ne                                                               |
| Los Angeles Kings    | 0            | Ne                                                               |
| Seattle Kraken       | 0            | Ne                                                               |
| Minnesota Wild       | 0            | Ne                                                               |
| St. Louis Blues      | 0            | Ne                                                               |

Tučně = týmy jsou v současné době v divizi.

## Historická tabulka
| Pacifická divize   | Sez. | Z    | V   | R   | PvP | P   | GV   | GI   | B    |
| ------------------ | ---- | ---- | --- | --- | --- | --- | ---- | ---- | ---- |
| Anaheim Ducks      | 16   | 1280 | 557 | 107 | 77  | 539 | 3420 | 3555 | 1298 |
| Calgary Flames     | 5    | 378  | 258 | 55  | 0   | 165 | 1137 | 1122 | 371  |
| Colorado Avalanche | 3    | 246  | 135 | 36  | 0   | 75  | 834  | 650  | 306  |
| Dallas Stars       | 11   | 902  | 486 | 71  | 57  | 281 | 2542 | 2229 | 1107 |
| Edmonton Oilers    | 5    | 378  | 143 | 45  | 0   | 190 | 864  | 959  | 331  |
| Los Angeles Kings  | 16   | 1280 | 524 | 124 | 72  | 560 | 3407 | 3647 | 1244 |
| Phoenix Coyotes    | 11   | 902  | 399 | 75  | 55  | 373 | 2380 | 2562 | 928  |
| San Jose Sharks    | 16   | 1280 | 602 | 114 | 75  | 489 | 3640 | 3548 | 1393 |
| Vancouver Canucks  | 5    | 378  | 151 | 51  | 0   | 176 | 1191 | 1248 | 353  |

Legenda
- Sez.: Počet sezón strávených v Pacifické divizi NHL (vše od vzniku této divize, tedy od sezóny 1993/1994).
- Z: Počet zápasů v Pacifické divizi NHL.
- V: Počet vítězných zápasů v Pacifické divizi NHL.
- R: Počet remizových zápasů v Pacifické divizi NHL. (Remízy byly možné pouze do sezóny 2003/2004.)
- PvP: Počet porážek v prodloužení nebo na závěrečné nájezdy v Pacifické divizi NHL. (Tímto systémem hráno od sezóny 1999/2000.)
- P: Počet prohraných zápasů v Pacifické divizi NHL.
- GV: Počet vstřelených gólů v Pacifické divizi NHL.
- GI: Počet inkasovaných gólů v Pacifické divizi NHL.
- B: Počet bodů v Pacifické divizi NHL (vítězství 3 body, vítězství v prodloužení 2 body, porážka v prodloužení 1 bod, porážka 0 bodů).

## Rekordy

### Nejvíce
- Vítězství v divizi – San Jose Sharks – 6×

- Vítězných zápasů v sezóně – Anaheim Ducks – 54 (2013/2014)
- Porážek v prodloužení/penaltách v sezoně – Phoenix Coyotes – 15 (2013/2014)
- Remíz v sezóně – 3 týmy – 18
- Porážek v sezóně – San Jose Sharks – 55 (1995/1996)
- Vstřelených gólů v sezóně – Colorado Avalanche – 326 (1995/1996)
- Inkasovaných gólů v sezóně – San Jose Sharks – 357 (1995/1996)
- Bodů v sezóně – San Jose Sharks – 117 (2008/2009)

- Vítězných zápasů celkově – San Jose Sharks – 602
- Porážek v prodloužení/penaltách celkově – Anaheim Ducks – 77
- Remíz celkově – Los Angeles Kings – 124
- Porážek celkově – Los Angeles Kings – 560
- Vstřelených gólů celkově – San Jose Sharks – 3640
- Inkasovaných gólů celkově – Los Angeles Kings – 3647
- Bodů celkově – San Jose Sharks – 1393

### Nejméně
(U "jednosezónních" rekordů nebyla brána v potaz sezóna 1994/1995, která byla zkrácena.)
- Vítězství v divizi – 7 týmů – 0×

- Vítězných zápasů v sezóně – San Jose Sharks – 20 (1995/1996)
- Porážek v prodloužení/penaltách v sezoně – Dallas Stars 2× – 2 (2000/2001) a (2003/2004)
- Remíz v sezóně – Vancouver Canucks – 3 (1993/1994)
- Porážek v sezóně – Dallas Stars – 17 (2002/2003)
- Vstřelených gólů v sezóně – Mighty Ducks of Anaheim – 175 (2001/2002)
- Inkasovaných gólů v sezóně – Dallas Stars – 168 (1998/1999)
- Bodů v sezóně – San Jose Sharks – 47 (1995/1996)

- Vítězných zápasů celkově – Colorado Avalanche – 135
- Porážek v prodloužení/penaltách celkově – 7 týmů – 0
- Remíz celkově – Colorado Avalanche – 36
- Porážek celkově – Colorado Avalanche – 75
- Vstřelených gólů celkově – Colorado Avalanche – 834
- Inkasovaných gólů celkově – Colorado Avalanche – 650
- bodů celkově – Colorado Avalanche – 306